# Moses Garoëb
Moses Makue Garoëb (1942-1997) était un homme politique de Namibie, militant de l'indépendance, secrétaire général de la SWAPO (1990-1995), député (1989-1997) ministre du travail de 1995 à 1997. 

## Biographie
Moses Garoëb était né en avril 1942 à Arixas près de la ville de  Mariental. Fils de Samuel Geingob et de Rebecca Geingos, c'est dès l'âge de 17 ans qu'il participe aux premières grandes manifestations contre l'administration sud-africaine et sa politique d'apartheid alors en cours de mise en œuvre dans ce qui était appelé le Sud-Ouest africain. Ainsi le 12 décembre 1959, Garoëb participait à la grande manifestation contre la délocalisation des habitants de Old Location (quartier de Windhoek) qui tourne au massacre (près d'une vingtaine de morts à la suite des tirs de la police). Militant de la SWANU, il choisit de s'exiler en 1961 pour mener depuis l'étranger le combat de l'indépendance du Sud-Ouest Africain. Il part étudier aux États-Unis où il rejoint alors la SWAPO, un mouvement marxiste-léniniste créée en avril 1961, à New York en marge d'une réunion des Nations unies, par des dissidents de la SWANU. 
Diplômé en science politique de l'Université de Rochester (État de New York), il rejoint la Tanzanie en 1966 où il devient producteur d'une émission de radio intitulée "The Namibia Hour" puis directeur du journal de la SWAPO "Namibia Today". 
En 1969, lors du congrès consultatif de la SWAPO à Tanga, il entre au comité central du parti ainsi qu'au bureau politique. 
Jusqu'en 1989, il est également secrétaire administratif de la SWAPO. 
Représentant de l'aile radicale, il revient en Namibie en 1989 pour les élections générales de novembre qui ont lieu sous supervision de l'ONU. Il regrette alors l'ouverture politique et l'abandon du programme marxiste-léniniste de la SWAPO. Lors des négociations constitutionnelles de janvier 1990, c'est lui ainsi qui déclare que la SWAPO consent à constitutionnaliser le multipartisme "pour le meilleur et pour le pire".
Il est élu député, réélu en 1994. Sans assise ethnique, populaire à l'intérieur de la SWAPO, il est en revanche plutôt détesté par toutes les personnalités politiques extérieur au parti qui lui reprochent son intransigeance et ses positions extrémistes. Ainsi, dès avril 1990, un mois après l'indépendance effective du pays, il regrette publiquement que l'effort de réconciliation nationale soit allé si loin. Il défendra par la suite une ligne dure au sein du parti, souvent en opposition à celle du Premier ministre Hage Geingob. 
De 1990 à 1995, il tient le poste de secrétaire général de la SWAPO. 
En 1995, il devient ministre du Travail et des Ressources humaines. 
Souffrant de diabète, il meurt le 19 septembre 1997 à Windhoek et devient le premier homme politique de Namibie à recevoir des funérailles d'État au cimetière de Old Location le 27 septembre 1997. 
Une école de Katutura a été baptisée en son honneur, la rue Auswartz à Windhoek porte désormais le nom de Moses Garoëb depuis le 19 septembre 2002 ainsi que les anciennes Nordring et Sudring strasse à Swakopmund.